# Porsangerfjord
Il Porsangerfjord (in lingua norvegese: Porsangerfjorden; in lingua sami settentrionale: Porsáŋgguvuotna; in lingua kven: Porsanginvuono)  è un fiordo della Norvegia. La sua lunghezza di 123 km lo rende il quarto maggior fiordo del paese.
Si trova sulla costa del Mare di Barents, ed i territori che vi si affacciano appartengono ai comuni di Nordkapp e Porsanger, nella contea di Finnmark.
Lakselv, piccola cittadina norvegese capoluogo del comune di Porsanger, è nella parte interna del fiordo.

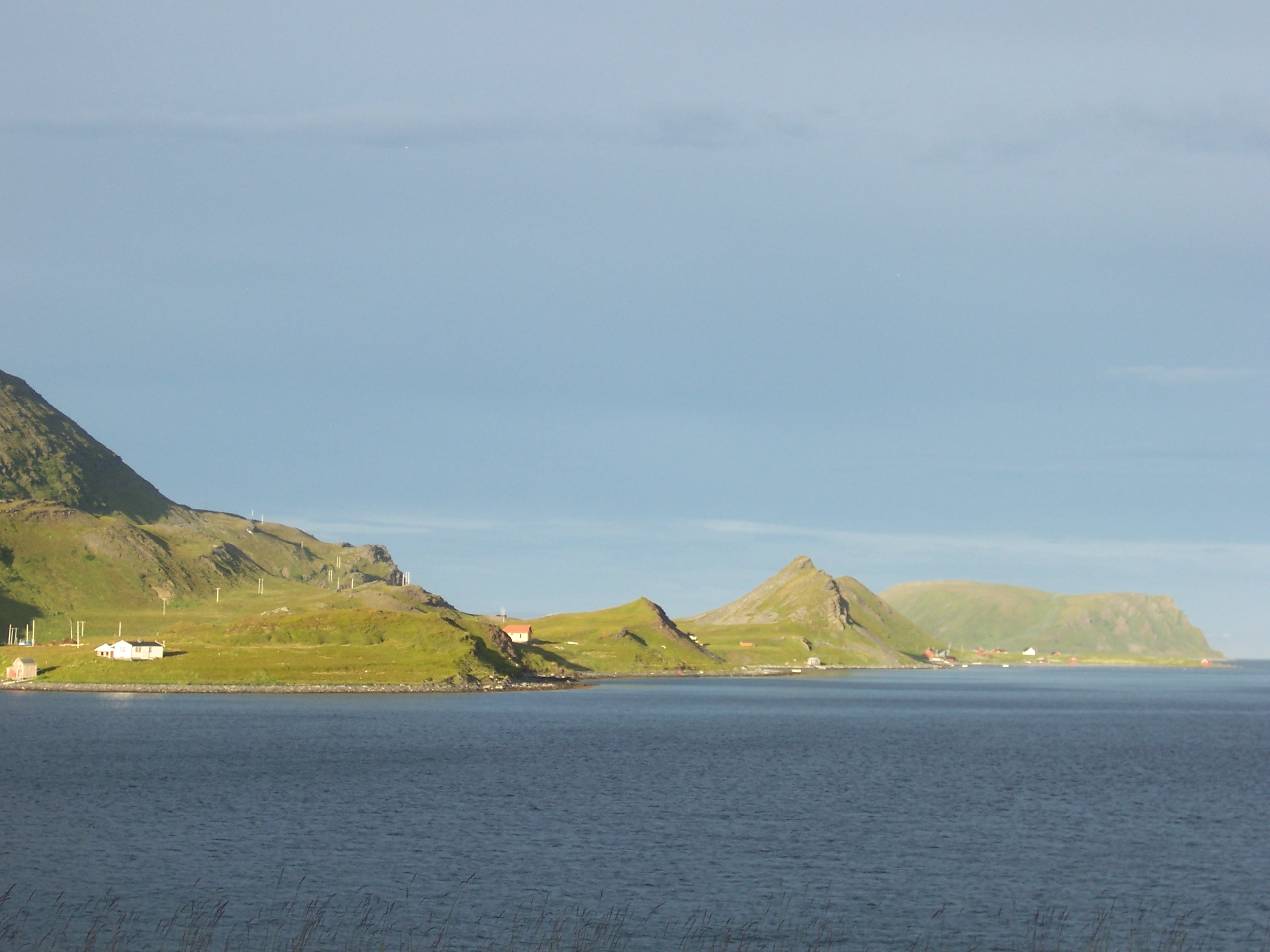
Costa occidentale del Porsangerfjord

## Nella letteratura
Nel romanzo Nuna di Vittorio Beonio Brocchieri, del 1963, troviamo alcune pagine ambientate nel Porsangerfjord, descritto come «un budello di mare insinuato tra due catene montuose; come un lago schiacciato nel fondo di una valle». D'inverno non presenta caratteristiche differenti dagli altri fiordi della Norvegia occidentale, è scritto nel romanzo, «ma allo sbocco sull'Oceano Atlantico, per gli effetti della Corrente del Golfo (...) lo spessore della crosta congelata diminuisce via via dall'interno verso l'esterno, riducendosi, sul bordo estremo, ad una sottile superficie vitrea e frantumabile». In tale ambiente nel romanzo viene descritta la grande sagra indigena della Sfida sul ghiaccio, prima che fosse proibita dal governo norvegese, consistente nell'avvicinarsi sempre più alla zona pericolosa da parte di due o più contendenti il favore di una ragazza, parte del crudele rito.